# 주태익
주태익(朱泰益, 1918년 ~ 1976년)은 극작가이다. 그의 작품경향은 인간과 종교의 문제를 테마로 하여 환락의 허무를 극화시킨다.

## 약력
- 1918년 : 평안남도 대동군에서 출생
- 1940년 : 평양신학교 예과 수료
- 1942년 : 백합보육원 경영
- 1947년 : 흥국시보를 비롯한 기독교잡지의 편집을 맡음
- 1948년 : 희곡과 방송극 집필 시작
- 1964년 : 방송작가협회 부회장
- 1968년 : 크리스천문학가협회 회장
- 1971년 : 방송윤리위원

## 작품
- 데뷔작품 : 희곡 《향》
- 중요 작품
  - 《별》
  - 《산타클로스선물》
  - 《눈오는 밤》
  - 《생명은 샘물처럼》
  - 《성탄극 대본집》
  - 《이이 인생이다》
  - 《농촌극 대본집》